# Angel Flavor
『Angel Flavor』（エンジェル・フレーバー）は、七瀬葵の初めての画集。2003年12月25日に角川書店から初版発行。ISBN 4-04-853653-2

## 概要
この画集は版権関係のイラスト、キャラクターデザイン、ゲームや企画ものを担当されて84点カラーイラストに完全収録。

## スタッフ
- 著者：七瀬葵
- 編集：本田登志子、沼田孝一
- 編集協力：人見英行（ブルーブル）
- 装丁・デザイン：On Graphics
- 発行人：井上伸一郎
- 発行所：株式会社角川書店
- 印刷・製本：共同印刷株式会社